# Neomyia hirticeps
Neomyia hirticeps är en tvåvingeart som först beskrevs av Stein 1918.  Neomyia hirticeps ingår i släktet Neomyia och familjen husflugor. Inga underarter finns listade i Catalogue of Life.